# Pančevački rit
Le Pančevački rit (en serbe cyrillique : Панчевачки рит) est une petite région géographique située au sud-ouest du Banat, en Serbie. Elle s'étend entre le fleuve du Danube et la rivière Tamiš, sur le territoire administratif de la Ville de Belgrade, dans la municipalité de Palilula.
Le Pančevački rit est un exemple de la transformation d'une zone autrefois marécageuse en une zone d'agriculture intensive.

## Caractéristiques
Jusqu'en 1934, le Pančevački rit constituait une zone marécageuse d'environ 400 km2, fréquemment inondée par le Danube et le Tamiš ; le secteur était faiblement peuplé et les habitants y construisaient leurs maisons sur des pilotis, comme à Borča, qui, aux XVIIe et XVIIIe siècles, était pour cela surnommée la « Venise serbe ».
Entre 1929 et 1934, des digues furent construites ainsi qu'un système de 320 kilomètres de canaux de façon à contenir les eaux ; sur 73 kilomètres, le lit des rivières fut également creusé. Ces travaux modifièrent le paysage et l'utilisation de la zone, qui devint propice à l'agriculture et à l'élevage intensifs. Après la Seconde Guerre mondiale, la production agricole fut gérée par le grand conglomérat PKB (acronyme pour : Poljoprivredna korporacija Beograd), aujourd'hui transformé en société par actions,. Le Pančevački rit alimente la région du Grand Belgrade, ce qui lui vaut le surnom de « grenier de Belgrade »[réf. nécessaire].
De l'ancien marécage subsistent des canaux et quelques marais. On y trouve des rivières comme le Vizelj, le Dunavac, la Sibnica, le Butuš, la Rogoznica, le Buk, le Belanoš et le Sebeš ainsi que les grands marais de Reva, Veliko Blato (2 km2), de Sebeš et de Široka bara. Au sud la région se termine avec l'île fluviale (en serbe : ada) de Kožara (0,44 km2).

## Quartiers et localités
Les quartiers de Belgrade intra muros situés dans le Pančevački rit sont les suivants :
| - Blok Braća Marić - Blok Branko Momirov - Blok Grga Andrijanović - Blok Sava Kovačević - Blok Sutjeska | - Blok Zaga Malivuk - Čaplja - Dunavski Venac - Kotež - Kožara | - Krnjača - Mika Alas - Partizanski Blok - Reva |

Les localités du Pančevački rit situées dans les faubourgs de Belgrade sont les suivantes :
| - Besni Fok - Borča - Borča Greda - Borča I - Borča II - Borča III | - Crvenka - Dunavac - Glogonjski Rit - Guvno - Irgot - Jabučki Rit | - Kovilovo - Mali Zbeg - Nova Borča - Ovča - Padinska Skela - Preliv | - Pretok - Sebeš (Borčanski) - Sebeš (Ovčanski) - Stara Borča - Široka Bara - Široka Greda | - Tovilište - Vrbovski - Zrenjaninski Put |

## Administration
Avant 1955, le Pančevački rit était constitué de quatre municipalités : Borča, Ovča, Padinska Skela et Krnjača ; en 1955, ces quatre municipalité n'en ont plus formé qu'une seule, celle de Krnjača qui a été intégrée dans celle de Palilula en 1965.